# Wofasept
Wofasept war ein Desinfektionsmittel zur öffentlichen Gebäude- und Fahrzeugreinigung in der DDR.
Aktuell befindet sich ein gleichnamiges Produkt zur Instrumentendesinfektion auf dem deutschen Markt.

## Chemische Zusammensetzung
Das Produkt enthielt die Mikrobiozide 4-Chlor-m-kresol und Chlorophen. Ein schwächeres Reinigungsmittel für private Haushalte wurde in leicht abgewandelter Zusammensetzung hergestellt.

## Wofasept vor der Wende
Das Chemiekombinat Bitterfeld (bis 1969: Farbenfabrik Wolfen aus Wolfen) stellte Wofasept in sehr großen Mengen her. Im Produkt steckt der Herstellername Wolfen Farben; Bitterfeld-Produkte begannen in der Regel mit „BI“, wie das Insektizid BI58. Es handelt sich um eine teils klare, teils gelblich-braune Flüssigkeit. Das Desinfektionsmittel wurde in großen 25l-50l-Kanister-Gebinden bereitgestellt. Allerdings gab es auch Phasen mangelnder Belieferung, z. B. in Krankenhäusern. Es kam im öffentlichen Raum überall zum Einsatz und auch bei der Deutschen Reichsbahn. Dadurch lernten Westeuropäer den Geruch im grenzüberschreitenden Interzonenzug-Verkehr kennen. Der Geruch, der oft mit dem ebenfalls PCP-haltigen und krebserregend eingestuften Hylotox 59 verwechselt wird, blieb insbesondere dann lange Zeit erhalten, wenn Holzböden oder andere poröse Flächen Teile der Flüssigkeit aufnahmen. Eine andere Ursache für die starke Geruchsbelästigung war die Sättigung von Deckensteinen mit einer klebrigen, kresolhaltigen Substanz. In Extremfällen findet man auch 2018 noch stark riechende Gebäude bzw. Räume in der Ex-DDR, z. B. in der Dachetage des Naturfreundehauses in der Sächsischen Schweiz.
Wegen der großen Verbreitung innerhalb der DDR sprach man bisweilen auch von „DDR-Geruch“. Er galt als aggressiv, dominant und unverkennbar.
Zur chirurgischen Händedesinfektion wurde Wofasept Seifengelee verwendet.
Ein weiteres Desinfektionsmittel war das formaldehydhaltige Fesiaform, das ebenfalls einen sehr starken Geruch besaß.

## Wofasept heute
Inzwischen wird der Name Wofasept von der Firma „Kesla-Hygiene“ in der Bezeichnung unterschiedlicher Stoffgemische (z. B. Wofasept, Wofasept FL, Wofasept AHA, …) verwendet. Das von Kesla zur Instrumenten- und Flächendesinfektion angebotene Konzentrat namens Wofasept enthält pro 100 ml 5 g Chlorocresol, 2 g Chlorofen, 5–15 % anionische Tenside, wasserlösliche Lösemittel, Duft- und Hilfsstoffe. Es wird mit 98–99 % Wasser verdünnt und ist wirksam gegen Bakterien (außer Mykobakterien und Sporenbildner) und Pilze (Hefen). Das Mittel steht in der Desinfektionsmittel-Liste des VAH. In der Werbung heißt es: „es beseitigt nachhaltig unangenehme Gerüche und hinterlässt einen unverwechselbaren hygienischen Duft“. Durch Duftstoffe wurde der ehemalige strenge Geruch ersetzt. Kesla besitzt per eingetragenem Warenzeichen ® die Rechte.

### Sicherheitshinweise
Gefahrstoffe im gegenwärtigen Wofasept sind Chlorokresol, Clorofen, Ethanol und verseiftes sulfoniertes Paraffin. Nach aktueller Einstufung verursacht Wofasept Hautreizungen und schwere Augenschäden und kann allergische Reaktionen verursachen. Wofasept ist nachhaltig schädlich für Wasserorganismen. Das Einatmen von Wofasept in Form von Gas, Nebel, Dampf oder Aerosol ist zu vermeiden. Die Haut ist nach Kontakt gründlich zu waschen. Eine Freisetzung in die Umwelt ist zu vermeiden.